# Глобальная сеть по уходу
Глобальная сеть по уходу (англ. global care chain) — глобальный рынок труда для работников, обеспечивающих интенсивный уход (уход за детьми, пожилыми людьми и больными в системе здравоохранения). Термин был придуман социологом Арли Хохшильд. Миграция этих работников является важной темой для исследований и разработки эмиграционной политики, поскольку число международных мигрантов по всему миру существенно возросло с 1990-х годов.

## Концепция
Концепция глобальной цепочки услуг по уходу обычно упоминается в исследованиях, в том числе в «Программе развития Организации Объединённых Наций». Из-за гендерных стереотипов, в тяжёлой работе по уходу, требующей эмоционального труда, в основном, заняты женщины. Существует множество примеров того, как женщины из развивающихся стран эмигрируют в более развитые страны, чтобы помочь в обеспечении своих семей на родине денежными переводами. Трудящиеся-мигранты могут заполнить пробелы на рынке труда развитых стран или помочь выполнить домашние обязанности в семьях с двойным доходом за рубежом. Эта массовая миграция часто оказывает пагубное воздействие на более бедные страны, создавая транснациональные семьи и приводя к потере официальных работников по уходу за пожилыми людьми, детьми и больными в странах мигрантов.
Эренрайх и Хохшильд в своей книге выделяют как экономические, так и неэкономические причины эмиграции женщин-работниц. В то время как некоторые хотят улучшить свои жилищные условия, другие просто хотят разорвать несчастливый брак или избежать обязанностей по уходу за старшими дома.

## Исследования

### Исследование филиппинцев в Италии
С 1970 года в Италию прибыл большой поток филиппинских мигрантов в возрасте от 30 до 45 лет. Их прибытие было простимулировано спросом на работников сферы ухода в Италии, поскольку в стране отсутствовала развитая программа социального обеспечения и услуг. Филиппинские мигранты, как правило, могут устроиться только на временную низкооплачиваемую работу по временным контрактам. Филиппинцы оказываются втянутыми в глобальную цепочку оказания услуг по уходу, чтобы иметь возможность отправлять денежные переводы домой. В 2008 году Филиппины получили 17 миллиардов долларов в виде денежных переводов, что поставило страну на четвёртое место по объёму денежных переводов.

### Африканские женщины-работники здравоохранения
На рубеже XXI века около 130 000 медицинских работников, родившихся в Африке, работали за границей. Исследование, посвященное африканским женщинам-мигрантам, показало, африканки- врачи и медсестры, прошедшие обучение в африканских странах, не используются по профессии в странах, куда они мигрируют, поскольку их обучение и образование не считаются законными. За рубежом им обычно необходимо повторно пройти многолетнее обучение, а также сдать экзамены и получить сертификаты. Многим из этих женщин пришлось покинуть сферу здравоохранения или согласиться на должности с меньшей ответственностью, чем те, которые они занимали, работая в своих родных странах. Значительная часть из них столкнулась с дискриминацией на своих новых должностях в качестве лиц, осуществляющих уход, независимо от того, оставались ли они работниками здравоохранения или были вынуждены выбирать другую карьеру.